# Ivan Barnev
Ivan Barnev je bulharský herec. Je známý především díky roli Jana Dítěte ve filmu Obsluhoval jsem anglického krále (2006) a také díky časté spolupráci s režiséry Kristinou Grozevou a Petarem Valchanovem ve filmech Lekce (2014), Otec (2019) a Triumf.

## Kariéra
Barnev se narodil v roce 1973 v Dobřiči a vyrostl ve Varně. Studoval na Národní akademii divadelních a filmových umění, nejprve se specializoval na drama, poté se dal na pantomimu Stefana Danailova a v roce 1996 absolvoval.
Barnev začal svou kariéru v divadle a získal cenu Askeer za vycházející hvězdu za svůj výkon v Dinner of Fools v roce 2002. V roce 2011 získal cenu Askeer za nejlepší mužský herecký výkon za roli Billyho Bibbita ve filmu Přelet nad kukaččím hnízdem.
Na plátně Barnev hrál ve filmu Obsluhoval jsem anglického krále (2006), v dobrodružném filmu Tenisky (2011) a dramatických filmech Stopy v písku (2010), Lekce (2014), Pokyny (2017) a Otec (2019).
V roce 2022 si Barnev zahrál ve španělsko-bulharském komediálním dramatu Vasil, za který obdržel cenu za nejlepší herecký výkon na Mezinárodním filmovém festivalu ve Valladolidu spolu se svou filmovou partnerkou Karrou Elejalde.

## Filmografie
| Rok  | Titul                            | Role           | Poznámky | Ref.   |
| ---- | -------------------------------- | -------------- | -------- | ------ |
| 2006 | Obsluhoval jsem anglického krále | Mladý Jan Dítě |          | [ 3 ]  |
| 2010 | Stopy v písku                    | Slavi          |          | [ 4 ]  |
| 2011 | Tenisky                          | Ivo            |          | [ 5 ]  |
| 2014 | Lekce                            | Mladen         |          | [ 6 ]  |
| 2017 | Pokyny                           | Vlado          |          | [ 7 ]  |
| 2019 | Otec                             | Pavel          |          | [ 8 ]  |
| 2022 | Vasil                            | Vasil          |          | [ 9 ]  |
| 2023 | Blagovy lekce                    |                |          | [ 10 ] |
| TBA  | Triumf                           | ministr obrany | Natáčení |        |